# Graham Glasgow
Graham Michael Glasgow (DeKalb, 19 agosto 1992) è un giocatore di football americano statunitense che milita nel ruolo di offensive guard per i Detroit Lions della National Football League (NFL).

## Carriera universitaria
Glasgow al college giocò con i Michigan Wolverines dal 2013 al 2015. Nel 2015 venne nominato il miglior uomo di linea offensiva della Big Ten Conference.

## Carriera professionistica

### Detroit Lions
Glasgow fu scelto nel corso del terzo giro (95º assoluto) del Draft NFL 2016 dai Detroit Lions. A metà della sua prima stagione prese il posto di guardia sinistra titolare dei Lions dopo le difficoltà dell'ex scelta del primo giro Laken Tomlinson.
Nel 2017, Glasgow fu nominato guardia sinistra titolare, disputando tutte le 16 gare come partente. L'anno successivo fu nominato centro titolare dopo l'addio di Travis Swanson come free agent.

### Denver Broncos
Il 23 marzo 2020, Glasgow firmò un contratto quadriennale del valore di 44 milioni di dollari con i Denver Broncos.

### Ritorno ai Lions
Il 20 marzo 2023 Glasgow firmò per fare ritorno ai Lions.

## Vita privata
Graham è il fratello maggiore di Ryan dei New Orleans Saints, con cui ha giocato a Michigan, e di Jordan, linebacker degli Indianapolis Colts.